# Paramicromerys nampoinai
Paramicromerys nampoinai är en spindelart som beskrevs av Huber 2003. Paramicromerys nampoinai ingår i släktet Paramicromerys och familjen dallerspindlar.
Artens utbredningsområde är Madagaskar. Inga underarter finns listade i Catalogue of Life.